# ونچسلاو سیمئونوف
ونچسلاو سیمئونوف (انگلیسی: Vencislav Simeonov) (متولد ۳ فوریه ۱۹۷۷) بازیکن والیبال دو ملیتی ایتالیایی - بلغاری است. سیمئونوف از سال ۲۰۰۷ تا ۲۰۱۱ عضو تیم ملی والیبال ایتالیا بود و در حال حاضر بازیکن باشگاه کنستانتا است. سیمئونوف به همراه تیم ملی ایتالیا مدال نقره المپیک ۲۰۰۴ آتن را به دست آورد. او پسر کاسپار سیمئونوف بازیکن سابق تیم ملی بلغارستان است.

## جایزه فردی
- ۲۰۰۴